# 색채가 없는 다자키 쓰쿠루와 그가 순례를 떠난 해
《색채가 없는 다자키 쓰쿠루와 그가 순례를 떠난 해》(일본어: 色彩を持たない多崎つくると、彼の巡礼の年)는 2013년에 출간된 무라카미 하루키의 장편 소설이다. 한국어판 역시 2013년에 출간되었다. 전작 《1Q84》 이후 3년 만의 장편 소설이다.

## 줄거리

### 나고야
나고야에서 나고 자란 다자키 쓰쿠루는 고등학교 때 네 명의 친구를 만난다. 아카, 아오, 시로, 구로(모두 별명이다) 이 네 명과 쓰쿠루는 하나의 그룹을 형성해 늘 같이 다녔다. 아카, 아오, 시로, 구로가 각각 저마다의 특색을 지닌 친구였던 반면, 쓰쿠루는 철도역을 바라보는 것을 좋아한다는 점을 빼면 그들 중 가장 몰개성했다. 친구들은 전혀 신경쓰지 않았지만 쓰쿠루는 마음 한구석에서 혼자만의 불안감을 느꼈다.
고등학교를 졸업하고 대학에 진학해야 할 때가 오자, 아카, 아오, 시로, 구로는 모두 나고야에 있는 학교에 갔다. 오직 쓰쿠루만이 철도역을 공부하고 싶다는 이유로 도쿄에 있는 학교에 진학했다. 자칫 소외되기 쉬운 환경이었지만 친구들은 기회가 있을 때마다 나고야를 찾아오는 쓰쿠루를 늘 반갑게 맞이했고 쓰쿠루도 고등학교 때와 다를 바 없는 관계를 유지했다.
그러던 어느 날, 대학교 2학년 여름방학을 맞아 여느 때처럼 고향으로 향했고, 친구들을 만나려고 했다. 그런데 어째선지 모두가 연락을 받지 않는 것이었다. 쓰쿠루는 계속해서 연락을 시도했으나 오히려 친구들 쪽에서 일부러 피하는 눈치였다. 며칠이 지나 아오가 쓰쿠루에게 더 이상 연락하지 말아달라고 통보한다. 쓰쿠루는 영문을 알 수 없었으나, 아오의 말대로 연락을 끊었다.
이후 도쿄에서 혼자가 된 쓰쿠루는 거의 반년간을 상실감에 젖어 폐인처럼 보낸다. '죽음의 문턱에서 헤매'던 쓰쿠루는 어느 날 밤, 한 여성을 욕망하다 치명적인 고통에 휩싸이는 '질투'의 꿈을 꾼다. 꿈에서 깬 쓰쿠루는 이제까지의 자신이 사라졌음을 인정하고, 친구들은 생각하지 않고 새로운 삶을 살기로 한다.

### 하이다
다시 충실한 삶을 살게 된 쓰쿠루는 같은 학교 후배인 하이다 후미아키와 친해지게 된다. 둘은 같이 수영을 다니고, 식사도 같이 하고, 음악도 같이 들었다. 하이다를 종종 쓰쿠루의 집으로 놀러와 자고 갔다. 둘은 잘 통하는 사이였다.
쓰쿠루는 하이다가 즐겨 듣는 클래식 음악 중에서 익숙한 곡을 발견한다. 그것은 리스트의 피아노곡 '르 말 뒤 페이'로서, 알고 보니 고등학교 때 친구 시로가 연주했던 곡이었다.
어느 날 하이다와 쓰쿠루는 밤늦게까지 이야기를 하다가 죽음이란 화제에까지 이르게 된다. 하이다는 쓰쿠루에게 자기 아버지로부터 들었다는 일화를 말해준다. 하이다의 아버지가 대학생이었던 시절, 학교를 쉬고 시골로 내려가 온천 여관에서 일을 하며 지냈던 적이 있었다. 그곳에서 그는 미도리카와라는 한 중년의 투숙객과 친분을 쌓게 된다. 미도리카와는 하이다 아버지와 마찬가지로 도쿄에서 왔다고 밝혔는데, 피아노에 놀라운 재능이 있었다. 그리고 그는 하이다의 아버지에게 기이한 이야기를 해준다.
이야기를 들은 날 밤, 쓰쿠루는 기이하지만 너무나도 생생한 체험을 꾼다. 하이다의 환영이 나타나 줄곧 쓰쿠루를 응시한다. 그리고 다음 장면에서 쓰쿠루는 알몸의 시로와 구로를 애무한다. 시로에게 삽입하고 사정하려고 하는데, 사정하는 대상이 하이다로 바뀐다. 잠에서 깨보니 모두 꿈이었다. 그 일 이후 얼마 지나지 않아 하이다는 '집에 일이 있다'는 말만 남기고는 고향으로 돌아간다. 그리고 다시 도쿄로 돌아오지 않았다. 시로와 구로는 꿈 속에서 계속 등장했지만, 하이다는 나오지 않았고 쓰쿠루는 매번 시로에게 사정을 한다. 쓰쿠루는 '연하의 친구'를 계속 그리워 한다.

### 사라
친구들에게 거부당했던 사건 이후 16년이 지났다. 쓰쿠루는 대학을 졸업하고 순탄하고 무난한 인생을 산다. 여자도 몇 번 만났지만, 결혼을 생각할 만큼 깊게 사귀기보다는 적당한 거리를 유지하다가 헤어지곤 했다. 늘 역을 좋아했던 쓰쿠루는 철도역을 설계하고 유지보수하는 일을 하게 된다.
쓰쿠루는 직장 생활 중 만난 기모토 사라라는 여행사 직원을 만나 교제하게 된다. 사라는 쓰쿠루의 고등학교 친구들 이야기에 큰 흥미를 가지게 되며, 쓰쿠루가 친구들로부터 내쳐진 이유를 궁금해 한다. 사라는 그때의 사건이 아직 쓰쿠루의 마음 속에 상처로 남아있음을 지적한다. 그리고 자신을 진지하게 만나고 싶다면 우선 그 문제가 해결되어야 한다고 말한다.
사라는 쓰쿠루에게서 네 친구들의 정보를 들고 나서 그들이 현재 어디서 무엇을 하고 있는가를 조사한다. 아오와 아카는 아직 나고야에 살고 있다. 구로는 일본을 떠나 핀란드에서 현지인 남편과 살고 있다. 그리고 시로는, 놀랍게도 이미 6년 전에 사망한 상태였다. 사라는 자신이 조사한 것을 들려주며, 이들을 다시 만나보라고 제안한다. 쓰쿠루는 그 말을 따른다.

### 아오, 아카
나고야를 찾은 쓰쿠루는 아오를 찾아간다. 유능한 자동차 판매사원이 된 아오는 무척이나 바쁘게 살고 있었고, 쓰쿠루와는 30분밖에 대화하지 못했지만 16년 전 쓰쿠루가 그룹에서 내쳐진 일의 전말을 잘 설명해준다. 당시 아카와 아오는 시로로부터, '도쿄에 갔을 때 쓰쿠루의 집에 묵었다가 강간을 당했다'는 충격적인 이야기를 듣게 되었다. 믿기 힘든 이야기였으나, 시로의 태도가 너무 참담했고 구로가 거들었기에 둘도 받아들였고 결국 쓰쿠루를 만나지 않기로 했다는 것이다. 아오는 이후 시로가 죽었을 때의 상황과 다른 친구들의 근황을 알려주고 쓰쿠루와 헤어진다.
쓰쿠루는 다음으로 아카를 찾아간다. 아카는 젊은 시절 시행착오를 거쳐, 인재 육성 회사를 차려 사업가로서는 대성하였다. 그러나 사람들로부터는 멀어져 외로운 삶을 살고 있었다. 아카는 쓰쿠루가 결백함을 처음부터 짐작하고 있었다면서, 시로의 대학 이후의 삶과 죽기 직전에 그녀를 만났던 일을 이야기해준다. 그때 그녀는 어릴 적의 생명력을 잃고 죽어가는 것 같았다고 아카는 회상한다. 아카는 마지막으로 쓰쿠루에게 개인적인 고백 - 결혼에 실패한 뒤 스스로 동성애자임을 깨달았다 - 을 하고 쓰쿠루와 헤어진다.
도쿄로 돌아온 쓰쿠루는 사라를 만나 나고야에서의 이야기를 해주었고, 이제 구로를 만나기 위해 핀란드로 떠날 준비를 한다.

### 구로
핀란드행을 앞두고 구로에게 줄 선물을 사러 가다가, 쓰쿠루는 사라가 어느 중년 남성과 대화하면서 전에 없는 미소를 지으며 지나가는 것을 목격한다. 쓰쿠루는 그로서는 드물게도 혼란스럽고 분한 감정을 느끼나 애써 잊고는 헬싱키행 비행기를 올라탄다.
헬싱키에 도착한 쓰쿠루는 사라의 여행사 친구인 올가의 도움을 받아 구로를 수소문한다. 그녀는 가족과 함께 헤멘린나에 있는 별장으로 가 있는 상태였고, 쓰쿠루는 차를 빌려 그곳으로 향한다. 별장에서는 구로의 핀란드인 남편 에드바르트 하아타이넨이 반갑게 맞이해주었다. 그는 구로가 이곳에서 도자기를 구우며 느긋하게 지내고 있다고 전해주었다. 이윽고 두 아이와 함께 구로가 왔고, 당황스러워 하는 구로를 남기고 에드바르트는 자리를 피해준다.
구로는 자신과 시로를 이제 별명이 아닌 본명, 에리와 유즈로 불러달라고 한다. 이제 쓰쿠루는 에리로부터 이야기를 듣는다. 16년 전의 사건은 유즈가 이상해지면서 벌어진 것이었다. 성에 대해 유달리 소극적이었던 유즈는 실제로 누군가에게 강간을 당했고 임신까지 하게 되었는데, 어째선지 그 누군가를 쓰쿠루로 지목했다. 에리는 당연하게도 쓰쿠루가 그러지 않았음을 알고 있었지만 유즈를 안정시키기 위해, 그리고 쓰쿠루에 대한 개인적인 원망, 바로 그에 대한 자신의 사랑을 알아주지 않았던 것 때문에 쓰쿠루를 희생시키고 말았다. 대학에서 유즈를 뒷받침하는 생활에 지친 에리는 도예를 배우게 되었고, 거기서 유학생이었던 현재의 남편을 만나 핀란드에 정착하게 되었다. 한편 유즈는 사건의 트라우마로 힘든 삶을 살다가 하마마쓰에서 살해당했다. 모든 것을 털어놓은 에리는 쓰쿠루와 깊은 포옹을 하고, 사과한다.
에리는 '색채 없는 다자키 쓰쿠루'를 부정하면서 그가 이미 개성과 자기만의 삶의 방식을 갖춘, 한 여자의 사랑을 받을 만한 훌륭한 그릇임을 강조한다. 쓰쿠루가 사라 이야기를 해주자 그녀를 꼭 붙잡아야 한다고 충고한다. 에리는 마지막으로 이렇게 만나러 와준 쓰쿠루에게 고마움을 표하고, 인생의 지나간 가능성을 언급하며, 헤어졌다. 쓰쿠루는 돌아가는 길에 잠시 멈춰서서, 다시는 그 시절로 '돌아갈 수 없음'을 느끼고 괴로워 한다. 그러나 이것이 '올바른' 아픔이고 극복하고 앞으로 나아가야 한다는 것을 깨닫고 헬싱키로 향한다.
다시 도쿄로 돌아온 쓰쿠루는 사라에게 한밤중에 전화를 걸어 사랑을 고백한다.

## 등장인물
- 다자키 쓰쿠루(多崎作)

주인공. 35세. 본인이 생각하기로 이렇다 할 개성이 없고 특별히 잘하는 것도, 못하는 것도 없으며 이렇다 할 취미도 없다. 그의 유일한 관심거리는 철도역으로 역을 바라보는 것을 좋아했으며 도쿄의 철도회사에서 역을 설계하는 일을 한다. 쓰쿠루라는 이름은 '만들다'라는 뜻으로, 호적상으로는 作라고 한자로 쓰지만 일상적으로는 つくる로 통한다.

### 쓰쿠루의 고등학교 친구
이름에 색깔을 뜻하는 글자가 들어가 있어 거기서 따온 별명으로 부른다.
- 아카마쓰 게이(赤松慶)

별명은 아카(빨간색). 머리가 좋고 겸손하지만 승부욕이 강하다. 아버지는 나고야 대학의 경제학 교수이다. 현재는 지역의 대기업을 상대로 사원 연수를 제고하는 비즈니스를 하고 있다.
- 오우미 요시오(青海悦夫)

별명은 아오(파란색). 우람한 체격에 활달하고 매사에 긍정적인 사람이라 사교성이 좋다. 학창 시절에는 럭비부 주장으로서 뛰어난 선수였다. 현재는 나고야 주재 도요타 자동차의 렉서스를 취급하는 딜러로 근무하고 있다. 쓰쿠루를 추방하기로 했을 때는, 대표로 나서서 직접 전화로 절교를 통보하였다.
- 시라네 유즈키(白根柚)

별명은 시로(하얀색). 늘씬하고 단정한 미인이며 차분한 성격. 음악적 재능이 있어 아이들에게 피아노를 가르쳐 주기를 좋아했다. 동물을 좋아해서 수의사를 꿈꾸기도 했다. 아버지는 산부인과 의사이다.
- 구로노 에리(黒埜恵里) / 에리 구로노 하아타이넨(エリ・クロノ・ハアタイネン)

별명은 구로(검은색). 풍만한 몸매에 터프하고 유머와 시니컬함을 동시에 갖췄다. 인문계 성적이 뛰어나고 글쓰기도 좋아했지만 수학 실력은 밑바닥이어서 쓰쿠루가 자주 숙제를 도와주었다. 아버지는 세무사. 도예를 배우기 위해 일본에 온 핀란드인 남성과 결혼, 일본을 떠나 핀란드에서 산다.

### 쓰쿠루의 대학 친구
- 기모토 사라(木元沙羅)

쓰쿠루보다 2살 연상의 여인. 여행 회사에 근무한다.
- 하이다 후미아키(灰田文紹)

쓰쿠루보다 2학년 후배인 대학 시절의 친구.

### 기타 등장인물
- 역장

어느 특별정차역의 뚱뚱한 역장으로 쓰쿠루와 일하면서 점심을 같이 먹었다. 역에 관련한 여러 가지 재미있는 에피소드를 쓰쿠루에게 들려준다. 역에서 발견한 분실물 중 다지증 환자의 잘라낸 손가락을 보관한 이야기를 해준다.
- 사카모토(坂本)

쓰쿠루의 직장에 입사한 신입사원. 와세다 공대를 졸업했다. 무뚝뚝하지만 일처리는 빠르다. 대학에서 유전학 강의를 들었다고 하며 이를 바탕으로, 다지증에 대해 나름의 의견을 냈다.
- 올가(オルガ)

핀란드의 여행사 직원으로 사라의 동료이자 친구이다. 쓰쿠루가 헬싱키에서 구로를 찾는 데 도움을 준다.
- 에드바르트 하아타이넨(エドヴァルト・ハアタイネン)

구로의 핀란드인 남편. 일본 도예를 공부하러 일본에 유학했다 구로노 에리를 만나 결혼했다. 현재는 프리랜서로 도자기를 굽고 있다.